# Shin Megami Tensei: Digital Devil Saga 2
Shin Megami Tensei: Digital Devil Saga 2, conhecido no Japão por Digital Devil Saga 2 (Digital Devil Saga アバタール・チューナー2, Dejitaru Debiru Sāga Abatāru Chūnā Tsū; lit. Digital Devil Saga: Avatar Tuner 2), é uma sequência direta do jogo Shin Megami Tensei: Digital Devil Saga, continuando a história de onde ela parou no primeiro jogo. O jogo marca o capítulo final da série e responde certas questões deixadas em aberto pelo jogo anterior. Em 2010, Digital Devil Saga 2 e seu predecessor Digital Devil Saga alcançaram o topo da lista de 20 melhores RPGs da década pela RPGFan.

## Jogabilidade
Shin Megami Tensei: Digital Devil Saga 2 mantém o mesmo sistema de batalha "Press Turn" do jogo anterior. O "Mantra Grid" foi alterado e melhorado, se tornando um hexágono - quando uma habilidade é destravada, as habilidades em sua volta podem ser destravadas também. Outros tipos de inimigos foram incluídos, como também um sistema chamado "Karma Ring" no qual anéis podem ser equipados nos personagens para melhorar suas estatísticas. Esses anéis também podem ser customizados utilizando itens conhecidos como 'gemas'. No novo modo "Berserk", Os personagens ficam em um estado meio humano e meio demônio, o que concede altas taxas de acerto crítico para os mesmos, mas também aumenta suas vulnerabilidades.

## Enredo
Antes do jogo começar, recebemos a explicação que tudo que existe no mundo real é formado de "dados"(data), em um nível quântico. A tribo dos Embryon emergiu do Junkyard com corpos físicos através da intervenção de Deus(God). No mundo real o sol se tornou negro, ficando parecido com um eclipse permanente, e emana "dados" solares malignos, causando a petrificação de quem for exposto a estes "dados". Mas as pessoas com o vírus Demoníaco são imunes a este efeito. Cielo é feito refem dos Lokapala, um grupo de resistência à Karma Society, que comanda soldados que possuem o vírus demoníaco, fazendo com que eles raptem pessoas para serem devoradas. Os Embryon convencem o líder dos Lokapala, Roland, a libertar Cielo e a se juntar a eles. Eles também acabam sendo acompanhados por Fred, o filho do antigo Líder.
Os Embryon se infiltram na cidade da Karma Society, que é protegida por um gigantesco "escudo-solar". Depois de soltarem os prisioneiros de uma prisão, eles tentam resgatar Sera de uma ala médica, mas descobrem uma armadilha deixada pela Madame Cuvier, a líder da Karma Society, que aplicou uma lavagem cerebral em Heat para que ele enfrente o grupo. Cuvier planeja impor uma nova ordem mundial, mas sofre uma oposição secreta de Jenna Angel, Diretora Técnica Chefe, e antagonista do jogo anterior, que quer usar o vírus demoníaco para eliminar os fracos.
Os Embryon chegam ao E.G.G., um dispositivo gigante usado para comunicação com Deus(God), e resgatam Sera; No entanto, Heat aparece e fere Serph, mandando os dois para dentro do dispositivo. Enquanto Deus(God) começa a absorver todo o planeta, Angel assassina uma desacreditada Cuvier. O resto do grupo desliga a Usina de energia, mas não conseguem desligar o E.G.G.. Angel liberta o Meganada, que Roland e Argilla se sacrificam para matar, e Sera obtém o Atma de Serph. O grupo invade novamente um já distorcido E.G.G. e derrotam a nova forma de Heat. Serph, que foi mantido vivo pelo dispositivo do E.G.G. possui detalhes do passado revelados a ele por um gato preto chamado Schrödinger.
Um grupo de cientistas fundou a Karma Society para estudar Deus(God). Crianças que tinham habilidades psíquicas era localizadas e os cientistas criaram o E.G.G. para aumentar seus poderes. No entanto, muitas das crianças ficaram loucas e morreram, por causa da exposição prolongada a Deus(God). Apenas uma sobreviveu: candidata número 19, uma garota chamada Sera. Um dos cientistas, Heat O'Brien, se rebelou cotra o projeto por causa do tratamento antiético que Serph empregava aos candidatos. Houve uma briga e Sera acidentalmente assistiu à verdadeira postura maligna de Serph, que ele escondia dela. Após Deus(God) sentir a tristeza de Sera, ele fez com que o Sol se tornasse negro e inundou o mundo com "dados", transformando as pessoas em pedra. Serph, tornando-se um demônio, devorou seus colegas. Por causa da ligação direta de Sera com Deus(God), os "dados" das várias pessoas que morreram foram copiadas para o Junkyard, criando novos programas IA.
Um paraíso virtual foi criado por Sera para escapar da dor que ela sentia por viver no mundo real. Todas pessoas e localidades eram cópias de coisas que ela tinha visto no mundo real ou que tinha vontade de conhecer. As personalidades de Heat e Serph foram trocadas, por manipulação de Serph. No entanto, os militares descobriram sobre seu mundo virtual e demandaram que ele fosse transformado em um simulador de batalhas para desenvolver IAs de combate; então seu paraíso se transformou no Junkyard. Depois disso, Jenna Angel usou o Junkyard como um local de teste para o vírus demoníaco. Sera entrou no Junkyard para tentar pará-la, pois as personalidades humanas das AIs começaram a acordar.
Os Embryon correm para o aeroporto numa última tentativa de sobrevivência. Gale morre para matar Angel, enquanto Cielo morre protegendo o avião de Serph e Sera. Os dois chegam ao "High Frequency Active Auroral Research Program - HAARP" e transferem seus "dados" para o Sol, e, no processo, sofrem uma fusão para criar o ser definitivo, chamado Seraph. Reunidos como "dados" solares, o grupo faz um último apelo para que Deus(God) salve a terra. Após derrotar Brahman, eles conseguem acalmar Deus(God) e retornam o sol ao normal. Seraph, alcançando a iluminação, viaja com Schrödinger para um univerto diferente, enquanto os outros são reencarnados em crianças da nova Terra, tendo como protetor e narrador da história, Fred.

## Mangá
Um mangá de Digital Devil Saga, intitulado Digital Devil Saga: Avatar Tuner - Shinen no Matou foi publicado em 2005 no Japão, pela editora Jive. A história gira em torno de um novo grupo de personagens, não relacionados aos jogos. O mangá possui apenas um volume e não foi licenciado para fora do Japão.
Um mangá com uma antologia também foi publicado por fãs japoneses. Inserindo várias mudanças no enredo e na progressão da história.

## Dubladores
- Kenji Nojima como Serph Sheffield
- Hikaru Midorikawa como Heat
- Houko Kuwashima como Sera/Seraph
- Yumi Touma como Argilla
- Hori Hideyuki como Gale
- Hiroaki Miura como Cielo
- Kanna Nobutoshi como Roland
- Naomi Shindo como Fred
- Michie Tomizawa como Jenna Angel
- Hiroko Emori como Margot Cuvier
- Banjo Ginga como Terrence E. Beck

## Música
Toda a trilha sonora foi composta por Shōji Meguro, excetuando a música de encerramento, composta por nao e arranjada por Koichi Yusa. A trilha sonora foi lançada em 22 de dezembro de 2005 pela Five Records como os discos 4 e 5 de um pacote de 4 CDs chamado DIGITAL DEVIL SAGA ~Avatar Tuner~ 1 & 2 Original Sound Track: Integral. Porém a trilha sonora lançada não traz algumas músicas, como a versão piano de "Atonement" e os temas de batalhas tocados nas lutas contra Jack Frost e Omoikane.
Um CD contendo uma seleção de músicas foi distribuido como bonus na pré-venda da versão da América do Norte. O mesmo CD foi vendido junto com a Edição de Colecionador da Europa.
Música de abertura
- ALIVE por Kayoko Momota

Música de encerramento
- Time Capsule por As